# Дан Бен-Амоц
Дан Бен-Амоц (івр. דן בן אמוץ; справжнє ім'я Мося Тейлімзейгер; народився 13 квітня 1924, Рівне, Польща — пом. 20 жовтня 1989, Яффа) — ізраїльський письменник і журналіст, радіоведучий, драматург та автор.

## Біографія

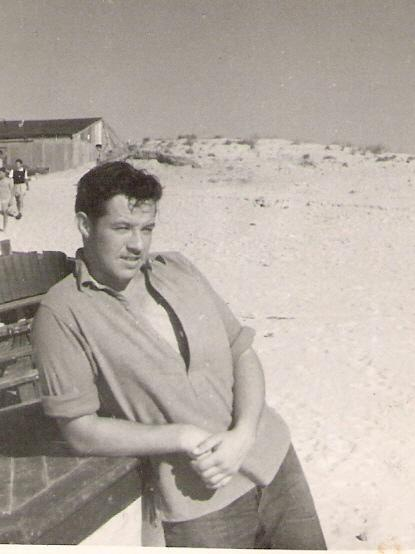
Дан Бен-Амоц в Сдот Ям, 1946 рік

Моше Тейлімзейгер (пізніше Дан Бен-Амоц) народився у місті Рівне (тоді у Польщі, зараз в Україні). Батьки відправили сина до британського мандату у Палестині у 1938 році. Батьки були вбиті в ході Голокосту.
У Палестині його відправили до молодіжного села Бен-Шемен, де його наставником був Шимон Перес. Він змінив своє ім'я на Моше Шімоні, а пізніше на Дан Бен-Амоц, відчуваючи, що останній мав право звучати сабру. Відродження своєї особистої історії, щоб зобразити себе як справжню місцеву сабру, Бен-Амоц заявив, що є сиротою, яка мала родичів у деяких старших сіоністських поселеннях.
У 1940-х роках Бен-Амоц служив у Пальмаху і вступив до Паляма під час Громадянської війни 1947–48 років у Обов'язковій Палестині.

## ЗМІ та літературна кар'єра
Амоц провів роки арабо-ізраїльської війни 1948 року в Європі як національний емісар. Після війни він коротко працював паризьким кореспондентом ізраїльських газет. Потім він поїхав до Сполучених Штатів і пішов у Голлівуд. Він зблизився з Марлоном Брандо та Блексі Дамметт, батьком Ентоні Кідіс, і мав невелику участь у «Трамваторі з іменем» Desire (1951).
У 1950-і роки Бен-Амотц повернувся в Ізраїль. Він був зіркою радіопрограми «Три людини на човні», щотижневий сатиричний огляд, який став найпопулярнішим шоу в країні, і регулярно писав ізраїльські газети. У 1956 році він опублікував «Сумку з фібів» з Хаїмом Хефером, колекцією високих історій з Пальмського фольклору, які отримали культовий статус.
За даними «Лос-Анджелес Таймс», «Бен-Амотц був одним з піонерів відродження сучасного івриту від спокійної мови молитви та навчання, він створив словник єврейського сленгу та написав статті та романи, які шокували багатьох ізраїльтян їх відвертості».
У 1980-х він був діагностований рак печінки. Коли його хвороба стала відома широкій публіці, він також відкрив правду про свою особисту історію. Він зробив широко розповсюджену поїздку до Польщі з екскурсією в Освенцім. 8 квітня 1989 року він провів прощальну вечірку в клубі «Хамам» у Яффі, на яку він запросив 150 знайомих. Запрошеними були Амос Кейн (колишній суперник), Амос Оз, Меїр Шалев, Гіла Алмагор, Яакі Агмон, Шломо Артзі, Йосеф Лапід, Юда Равіц і Неріт Галрон. Після вечірки він здійснив поїздку до США, щоб прощатися з дітьми з першого шлюбу. Він помер у 1989 році в Яффі й пережив двох синів і двох дочок. Його похорони відбулися 22 жовтня.
11 січня 1992 року журналіст Амнон Данкнер опублікував біографію Бен-Амоца, у якій він стверджував, що Бен-Амотц мав інцест з мамою, коли йому було тринадцять років. Він також стверджував, що в останні роки Бен-Амоц мав стосунки з неповнолітніми дівчатами з Яффи. Після цієї книги поліція відкрила слідство на деяких друзів Бен-Амоца. Книга розпалила скандал. Дехто вважав, що вибухнув міф про Дана Бен-Амоца, інші побачили спробу привласнити спадщину Бен-Амоца через поширення безпідставної обмови Бен-Амоца та багатьох родичів Бен-Амоца, які також були друзями Аммона Данкнер, порвали зв'язок з ним й погрожували подати судовий позов проти журналіста.

## Опубліковані роботи
Батьківська нарада (1962) — це напів-автобіографічна коротка історія про труднощі нових іммігрантів в ізраїльській школі-інтернаті в Ішуві. Сценарій фільму «Облога» (1968), в якому він також виступав, розглядав труднощі, з якими стикається військова вдова в мілітаристському ізраїльському суспільстві. Його роман «Пам'ятай, забути» (1968) виявив деякі автобіографічні мотиви — головний герой — молода людина, яка втратила свою сім'ю в Голокості і спробувала (змінити своє ім'я), щоб відновити себе як справжню сабру. У книзі Бен-Амотц намагався протистояти таким питанням, як його європейське минуле та німецька провина над Голокостом. У 1972 році він опублікував свій словник івритсленг, який він написав разом з Нетівою Бен Єгудою. Роман «Не дає чорта» (1973) розповів про солдата, який був поранений у бою та його зусиллях по реабілітації.

### Романи
- Лізкор-лишкоах. 1968; як пам'ятати, щоб забути ", 1968.
- Ло-се-зайін [ не дає чорта ]. 1973 рр.
- Ziyunim zeh lo ha-kol: Римська мафія ле-ло man'ul (Скручування не все ). 1979 р.
- Ziyunyune ha-derekh: римська мафія ле-ман'ул (продовження Ziyunim zeh lo ha-kol). 1980

### Короткі оповідання
- Arba'ah ve-'arba'ah: Sipurim [ Чотири та чотири: Історії ]. 1950
- Sipurim poh sipurim sham. 1982 р.

### П'єси
- Тефос камах-ата-яхол (Серет-мета-мефорах) [ Спіймати скільки завгодно ] (сценарій). 1975; як Mishak yeladim [ніщо до цього], 1982 рік.
- Тель-Авів га-кетана: Хізайон [ Маленький Старий Тель-Авів ], з Хайім Хефером. 1980
- 'Аль Ахбарім ва-анасім, з Ехудом Манором, адаптація мишей і чоловіків Джоном Стейнбеком (випущена в 1990 р.).

### Сценарії
- Мацор [Siege], з Гілберто Тофано, 1968
- Шелошах Ямим Ве-ейлед, з Урі Зоар та Амація Хіуні, адаптація повісті А. Б. Єхошу, 1976.

### Інше
- Ялкат ха-кезавім, з Хайім Хефером. 1956 р.
- Mah nishma '[ Що нового ]. 1959 р.
- Ех ла-асат мах [ Як зробити щось ]. 1962 рік.
- Milon olami le-'ivrit miduberet ( Всесвітній словник івритського сленгу ) (2 тт.), З Нетівою Бен-Єгудою. 1972, 1982.
- Yofi Shel Milhamah. 1974 р.
- Keri'ah Tamah; Sifrutek [ Відображення у часі ]. 1974 р.
- Нашім котвот ле-Дан Бен-Амотс: Бі-тегува ле-сефер "Зіюнім зех ло ха-коль", з Вардою Расейл Джакон (листування). 1980
- Сипурей Абу-Німер [ Історії та байки з арабського фольклору ]. 1982 рр.
- Сефер ха-фелоц вга-шихехах, з Дональдом Ветцелем і Мартіном Рискином. 1985 р.
- Келіл тиф'ерет ха-меліцах (словник та читач іврит 19 століття). 1986 р.
- Десять хейух: Метав ха-кезавім вона-ло хіхівіву ба-'ітонут хацева'іт, з Зеєв Аннером і Дані Керман. 1989 р.
- Редактор з Шломо Шва, Ерец Цзіон Єрусалайім. 1973 рр.
- Перекладач, з Амноном Данкнером, "Адіф мелафефон" аль-Хейвера мі-пене, вона, М. Л. Брукс. 1985 р.